# Georgetown (contea di Chatham, Georgia)
Georgetown è un census-designated place (CDP) degli Stati Uniti d'America, nella contea di Chatham.